# Saint-David-de-Falardeau
Pour les articles homonymes, voir Falardeau.
Saint-David-de-Falardeau est une municipalité du Québec (Canada) faisant partie de la municipalité régionale de comté du Fjord-du-Saguenay, située dans la région administrative du Saguenay–Lac-Saint-Jean.

## Toponymie
Elle est nommée en l'honneur de l'abbé David Roussel, curé de la paroisse Sainte-Claire de Chicoutimi-Nord à la fin du XIXe siècle, et du peintre québécois Antoine-Sébastien Falardeau.

## Histoire
L'origine du peuplement du territoire de Falardeau et de Saint-Honoré, le village voisin, est principalement redevable à des sociétés de colonisation fondées par des curés de Charlevoix et de Chicoutimi, dont l’abbé David Roussel de Chicoutimi-Nord. Les deux villages ont d'abord formé une seule et même paroisse jusqu'à leur séparation vers 1937.
| Événements marquants, | Événements marquants, |
| --------------------- | --- |
| 1863                  | Les premiers colons du secteur s'installent en bordure du lac Clair et du lac Charles (aujourd'hui Grenon), avant que quiconque s'installe dans le territoire de Saint-Honoré.                                                                                  |
| 1882                  | Davantage de terres sont défrichées, mais la population a peu augmenté. |
| 1897                  | Une chapelle est construite près du lac Clair et la nouvelle mission, nommée Saint-Léon-du-lac-Clair, est desservie par le curé de Sainte-Anne. La chapelle sert aussi d'école et dessert tout le territoire couvert aujourd'hui par Falardeau et Saint-Honoré. |
| 1907                  | Comme la chapelle du lac Clair était plutôt éloignée, une nouvelle chapelle est bâtie au carrefour des rangs 7 et 8 (aujourd'hui lieu de l'église de Saint-Honoré).                                                                                             |
| 1911                  | La paroisse de Saint-Honoré est fondée, et le territoire de Falardeau en fait partie. |
| 1916-1917             | L'ancienne chapelle de 1907 est délaissée. Construction de l'église actuelle à Saint-Honoré. |
| 1920                  | Le gouvernement du Québec baptise le canton de la rive nord du Saguenay où se trouve la localité en l'honneur du peintre québécois Antoine-Sébastien Falardeau.                                                                                                 |
| Années 1937           | Création de la paroisse de Saint-David-de-Falardeau, qui se détache alors de celle de Saint-Honoré. Saint-David compte alors quelque 700 paroissiens. |
| 1948                  | Création officielle de la municipalité de Saint-David de Falardeau. |
| 1967                  | Inauguration de l'église moderne de village, qui était le fruit du travail des architectes Léonce Desgagné et Paul-Marie Côté de Chicoutimi. |
| 2016                  | Démolition de l'église à la suite de nombreux problèmes architecturaux. |

## Géographie
À partir du réservoir La Mothe, dans le nord-ouest de la municipalité, la rivière Shipshaw coule vers le sud-ouest où elle la délimite vers le sud-est.
La rivière Saint-Louis traverse l'est de la municipalité vers le sud où elle en délimite le sud-est jusqu'à sa confluence avec la rivière Valin qui en délimite le sud-est vers le sud-ouest.
Le bras du Nord coule vers le sud jusqu'à sa confluence avec la rivière Valin dans le sud-est.
À partir de son crénon, dans le sud, la rivière aux Vases coule vers l'ouest.
À partir de son crénon, dans le sud, la rivière Caribou coule vers le sud-est.

## Démographie
| 1996  | 2001  | 2006  | 2011  | 2016  | 2021  |
| ----- | ----- | ----- | ----- | ----- | ----- |
| 2 137 | 2 347 | 2 555 | 2 657 | 2 768 | 2 996 |

## Administration
La municipalité est dirigée par la mairesse intérimaire Catherine Morissette, autrefois conseillère représentant le district 6. Elle est venue remplacer Serge Gauthier, élu en 2013, qui a démissionné de ses fonctions à la fin de 2016. Les conseillers municipaux de Saint-David-de-Falardeau sont Paul Pineault (district 1), Lucien Fillion (district 2), Germain Grenon (district 3), Gilles Bilodeau (district 4) et Claude Gauthier (district 5). Le poste de conseiller municipal représentant le district 6 est actuellement vacant,.
| Saint-David-de-Falardeau Maires depuis 2005                                                                          |                      |                             |          |
| Élection | Maire                | Qualité                     | Résultat |
| 2005 | Jean-Yves Dufour     |                             | Voir     |
| 2009 | Jean-Yves Dufour     | Voir                        |          |
| 2013 | Serge Gauthier       |                             | Voir     |
| 2017 | Catherine Morissette | Mairesse par intérim (2017) | Voir     |
| 2017 | Catherine Morissette | Mairesse par intérim (2017) | Voir     |
| 2021 | Germain Grenon       |                             | Voir     |
| Élection partielle en italique Depuis 2005, les élections sont simultanées dans toutes les municipalités québécoises |                      |                             |          |

## Économie
L'économie de Saint-David-de-Falardeau repose principalement sur l'industrie forestière.

## Infrastructures
La station de sports d'hiver Le Valinouët est située dans la localité.

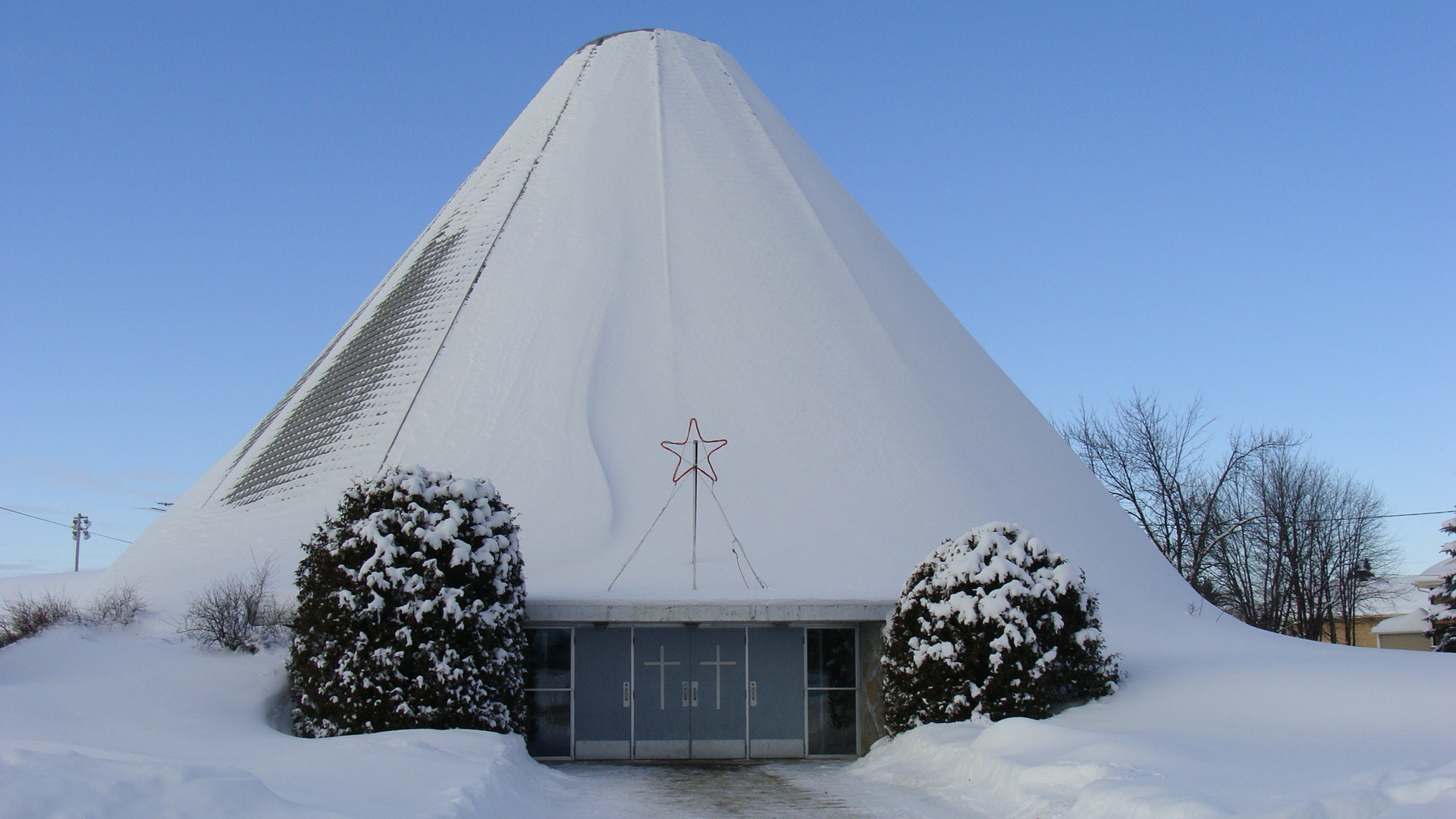
Église de Saint-David-de-Falardeau (démolie en 2016).

L'église catholique de Falardeau, démolie en 2016, avait une forme de cône dont le sommet aurait été rogné. Inaugurée à Noël 1967, elle était le fruit du travail des architectes Léonce Desgagné et Paul-Marie Côté de Chicoutimi et faisait partie du courant architectural des églises blanches.

## Centre d'observation de la faune

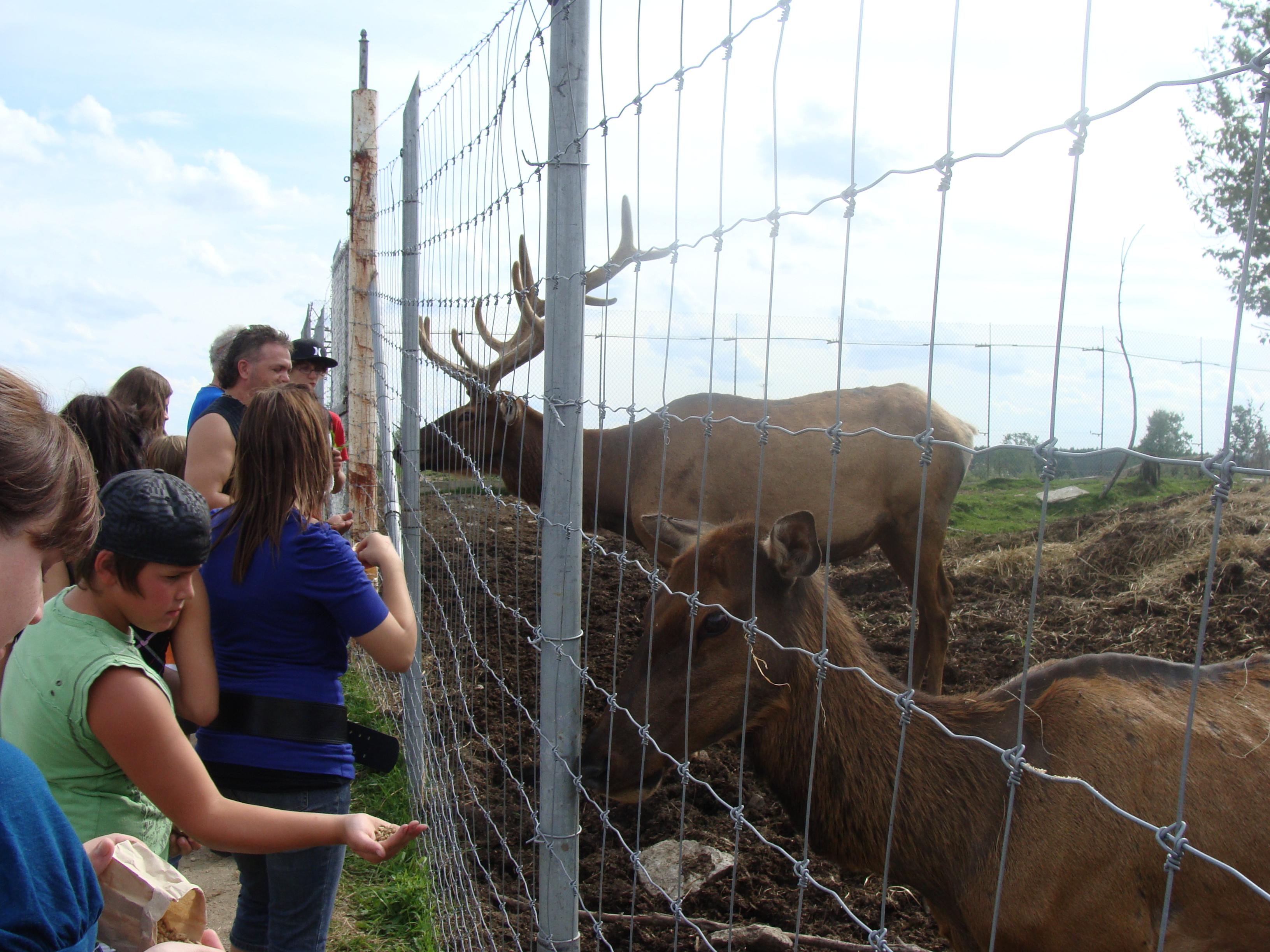
Centre d'observation de la faune et d'interprétation de l'agriculture de Falardeau. Enclos des wapitis.

Le Centre d'observation de la faune et d'interprétation de l'agriculture de Falardeau est accessible au public depuis mai 2009 dans cette municipalité. Inauguré après sept ans d'efforts, ce centre, créé par Daniel Gagnon, Suzie Girard et leurs enfants, accueille des animaux orphelins, blessés ou abandonnés. Lorsque cela peut se faire sans danger pour l'homme ou les animaux, ils les remettent par la suite en liberté.

## Personnalités liées
- Réjean Tremblay (1945- ), journaliste et scénariste